# Instrucția (film)
Instrucția (titlu original: Basic) este un film american thriller de acțiune de mister din 2003 regizat de John McTiernan. Rolurile principale au fost interpretate de actorii John Travolta, Connie Nielsen și Samuel L. Jackson. Este a doua colaborare a lui Travolta cu Jackson, după Pulp Fiction din 1994.

## Prezentare
În timpul unui exercițiu cu muniție de război în junglele din Panama, o echipă de stagiari ai Army Rangers este condusă de înfricoșătorul instructor sergent-principal Nathan West. Sergentul Ray Dunbar iese din junglă purtându-l pe sub-locotenentul rănit Levi Kendall. Cei doi bărbați sunt urmăriți de sergentul Mueller, pe care Dunbar îl ucide în autoapărare. Deși nu sunt găsite alte cadavre, echipa lui West este presupusă moartă.
Dunbar refuză să vorbească cu anchetatorul poliției militare, căpitanul Julia Osborne și insistă să vorbească cu un coleg Ranger din afara bazei, desenând un „8” pe o bucată de hârtie. Comandantul gărzii, colonelul Bill Styles, îl cheamă pe prietenul său: un anchetator cu experiență, fost Ranger și acum agent DEA, Tom Hardy, și îl desemnează să-l ajute pe Osborne.
În timpul interogatoriilor supraviețuitorilor, aceștia află că West era renumit pentru că era un sergent nemilos, foarte dur. Unul dintre stagiari, Jay Pike, a stârnit mânia lui West pentru că nu a respectat ordinele și este posibil să fi pus la cale crima.

## Distribuție
- John Travolta - DEA Agent (later Colonel) Tom Hardy
- Connie Nielsen - Captain Julia Osborne
- Samuel L. Jackson - Master Sergeant Nathan West
- Tim Daly - Colonel Bill Styles
- Giovanni Ribisi - Second Lieutenant Levi Kendall
- Brian Van Holt - Sergeant Ray Dunbar
- Taye Diggs - Jay Pike
- Dash Mihok - Sergeant Mueller
- Cristián de la Fuente - Castro
- Roselyn Sánchez - Nuñez
- Harry Connick Jr. - Dr. Peter Vilmer